# Bruno Falissard
Bruno Falissard, né le 17 octobre 1961 à Bordeaux, est un mathématicien, psychiatre et universitaire français. Il est professeur de biostatistique à la faculté de médecine Paris-Saclay, directeur du Centre de recherche en épidémiologie et santé des populations de l'INSERM (CESP) et ancien président de l'Association internationale de psychiatrie de l'enfant et de l'adolescent et professions apparentées (IACAPAP).
Ses recherches portent principalement sur l'évaluation des médicaments, l'évaluation des soins non conventionnels, l'épistémologie et la méthodologie de recherche en médecine, psychiatrie, psychanalyse et neurosciences. Il est l'auteur de 5 livres intitulés, Comprendre et utiliser les statistiques dans les sciences de la vie, Cerveau et psychanalyse : tentative de réconciliation, Mesurer la subjectivité en santé : perspective méthodologique et statistique, Analyse des données du questionnaire avec R. et Soigner la souffrance psychique des enfants.
Falissard est membre de l'Académie française de médecine et est associé aux comités de plusieurs organisations professionnelles à travers le monde. Il a été co-rédacteur en chef du European Journal of Epidemiology du European Child Adolescent Psychiatry, et membre du conseil consultatif de l'International Journal of Methods in Psychiatric Research.

## Biographie

### Parcours universitaire
Après sa formation initiale en mathématiques et physique fondamentale à l'École polytechnique de 1982 à 1985, Bruno Falissard poursuit ses études de médecine à l'université de Paris XI. Il a complété son internat en psychiatrie de 1992 à 1996. Son doctorat portait sur la biostatistique et son post-doctorat sur la psychométrie et les méthodes multidimensionnelles exploratoires.

### Carrière
Bruno Falissard a commencé sa carrière universitaire en tant que professeur adjoint en psychiatrie de l'enfant et de l'adolescent en 1996, et a été promu professeur agrégé en santé publique en 1997, et est devenu professeur titulaire en santé publique à partir de 2002. Actuellement, il est également à la tête du Centre d'épidémiologie et de santé des populations.
Bruno Falissard a été Président de la Société française de biométrie de 1999 à 2001, président du conseil scientifique de la Faculté de médecine de l'université Paris-Sud de 2001 à 2004 et président du Comité autisme de la Fondation de France de 2007 à 2009. Il a été président du conseil scientifique de l'Observatoire français des drogues et des toxicomanies (OFDT) de 2012 à 2022, membre de l'Académie nationale de médecine depuis 2015 et président de l'Association internationale pour l'enfance et la et psychiatrie pour adolescents et paramédicales (IACAPAP) de 2015 à 2018.
Bruno Falissard a travaillé sur les statistiques, la psychanalyse et la psychiatrie de l'enfant et de l'adolescent. En statistique, il a trouvé comment représenter de manière optimale une matrice de corrélation par des points sur une sphère à 3 dimensions. Cette représentation préserve la structure topologique de la matrice de corrélation et est plus précise que l'analyse en composantes principales plus classique. De la fin du XXe siècle au milieu des années 2010, Bruno Falissard a mené des recherches en épidémiologie (en tant que co-investigateur principal de l'étude sur la santé mentale en prison et en méthodologie des mesures subjectives en santé et en particulier en psychopathologie). Il a notamment développé une mesure des résultats dans la schizophrénie, qui a permis de montrer que « chez les patients atteints de schizophrénie, l'amélioration des symptômes peut être décorrélée de l'amélioration de la qualité de vie. » Par la suite, il s'est davantage engagé dans l'épistémologie de la recherche en santé mentale, et a pris de nombreuses positions dans les médias nationaux (la place discutable des études génétiques dans la recherche psychiatrique, le mésusage potentiel des médicaments en psychiatrie de l'enfant et de l'adolescent, l'insuffisance des politiques de santé en psychiatrie de l'enfant et de l'adolescent, l'importance inappropriée de la place des neurosciences dans la formation psychiatrique). Pour ses recherches dans le domaine, il a reçu le Ülkü Ülgür International Scholar Award de l'American Academy of Child and Adolescent Psychiatry (AACAP) en 2019.
Bruno Falissard a publié une série d'articles traitant des troubles psychiatriques, du handicap, de la santé mentale ou des manifestations infraliminaires. Tout en insistant sur l'importance de la détection précoce des troubles mentaux chez l'enfant et l'adolescent, il a évoqué les problèmes potentiels liés à la détection précoce des troubles mentaux chez les jeunes, et a également souligné les facteurs cliniques, psychologiques, sociétaux et économiques qui peuvent faire des programmes efficaces de détection précoce un échec complet. En 2015, il concentre ses études sur les processus d'évaluation des traitements non pharmacologiques en psychiatrie de l'enfant et de l'adolescent, et questionne la biologie comme seul cadre théorique pertinent en médecine et en psychiatrie, et les approches quantitatives (en particulier les plans randomisés) comme les seuls standards d'évaluation des traitements. De plus, il a souligné comment la construction de « troubles du neurodéveloppement » peut être problématique dans notre compréhension de certains troubles psychiatriques de l'enfant et de l'adolescent.
En 2020, lors de la pandémie de Covid-19, Bruno Falissard critique le caractère anxiogène du discours des psychiatres dans les médias. Dans son entretien avec Juliette Parmentier, il évoque l'impact de la crise du Covid-19 sur la santé mentale des jeunes, et précise que pour les 16-25 ans « Le principal problème pour cette tranche d'âge est le manque total de reconnaissance de leurs sacrifices. »

### Ouvrages
- Comprendre et utiliser les statistiques dans les sciences de la vie, 2005 (ISBN 9782294018503).
- Cerveau et psychanalyse : tentative de réconciliation, 2008 (ISBN 9782296050310).
- Mesurer la subjectivité en santé : perspective méthodologique et statistique, 2008 (ISBN 9782294703171).
- Soigner la souffrance psychique des enfants, 2021 (ISBN 9782738150950).
- (en) Analysis of Questionnaire Data with R, 2011 (ISBN 9781439817667).

### Sélection d'articles
- (en) Falissard, B, How should we evaluate non-pharmacological treatments in child and adolescent psychiatry?, European Child and Adolescent Psychiatry, 24(9), 2015, p. 1011-1013.
- (en) Falissard, B., Early detection of child and adolescent mental disorders: some elements of a necessary debate, European Child and Adolescent Psychiatry, 25(10), 2016, p. 1041-1043.
- (en) Falissard, B., Monégat, M. et Harper, G., Psychiatry, Mental Health, Mental Disability: Time for Some Necessary Clarifications, European Child and Adolescent Psychiatry, 26(10), 2017, p. 1151-1154.
- (en) Falissard, B., Thinking the Future of Child and Adolescent Psychiatry: What Are We Talking About?, European Child and Adolescent Psychiatry, 27(12), 2018, p. 1519-1521.
- (en) Falissard, B., The Pitfalls of Universalism in Child and Adolescent Psychiatry, European Child and Adolescent Psychiatry, 29(2), 2020, p. 105-106.
- (en) Falissard, B., Did we Take the Right Train in Promoting the Concept of “Neurodevelopmental disorders”?, European Child and Adolescent Psychiatry, 30(2), 2021, p. 179-181.
- (en) Falissard, B., Benoit, L. et Martin, A., Qualitative Methods in Child and Adolescent Psychiatry: The Time Has Come, European Child and Adolescent Psychiatry, 2022, p. 1-4.